# HD 127726
HD 127726，又名BD+27 2388，SAO 83394、HR 5433，是一颗恒星，视星等为6.01，位于銀經37.58，銀緯67.54，其B1900.0坐标为赤經14h 27m 54.6s，赤緯+27° 67.54′ 10″。